# PSR B1829-10
PSR B1829-10 är en ensam stjärna i mellersta delen av stjärnbilden Skölden. Den har en skenbar magnitud av ca 5,28 och är svagt synlig för blotta ögat där ljusföroreningar ej förekommer. Den beräknas ligga på ett avstånd av ca 30 000 ljusår från solen.

## Observation
PSR B1829-10 är en pulsar som har varit målet för intresse, på grund av en felaktig identifiering av en exoplanet i bana kring den. Andrew G. Lyne från University of Manchester och Bailes hävdade i juli 1991 att de hittat "en planet som kretsar kring neutronstjärnan PSR 1829-10" men drog 1992 tillbaka rapporten. De hade misslyckats med att korrekt ta hänsyn till jordens omloppsbanas ellipticitet och hade felaktigt dragit slutsatsen att det fanns en planet med en omloppstid på ett halvt år kring pulsaren.